# Кумар Раджу, Киран
Киран Кумар Раджу (англ. Kiran Kumar Raju, род. март 1986, Бангалор) — индийский шоссейный велогонщик и маунтинбайкер.

## Карьера
Киран Кумар Раджу родился в Бангалоре. Во время учёбы в университете он занимался настольным теннисом, кросс-кантри и хоккеем, где он был капитаном университета. Выпускник Университета Манипала.
После окончания учёбы он временно бросил спорт и стал инженером-строителем в Бангалоре в агентстве недвижимости. Он основательно заинтересовался велоспортом с 2009 года, когда наткнулся на газетную статью о Туре Нилгири. После этого он начал ездить на велосипеде почти 40 километров в день, чтобы добраться до работы.
В 2011 году начал выступать в соревнованиях по велоспорту. В своей первой гонке по маунтинбайку он занял третье место, на взятом для участия у друга велосипеде. Затем он принимал участие в местных гонках по маунтинбайку, на шоссе или в формате дуатлона и одержал множество побед. В 2014 году он принял участие в своей первой национальной гонке. В конце того же сезона он решил бросить работу, чтобы полностью посвятить себя велоспорту4.
После тренировок под руководством своего соотечественника Навина Джона, он отличился, выиграв чемпионат Индии по маунтинбайку в 2015 и 2016 годах. На шоссе он выиграл, в частности, Nandi Epic Race в 2017 и 2018 годах. По состоянию на 8 июня 2018 года он одержал более 40 побед на шоссе, в маунтинбайке и дуатлоне. В том же 2018 году он стал чемпионом Индии по маунтинбайку в дисциплине кросс-кантри третий раз за свою карьеру, и подписал двухлетний контракт со спонсором Trek Bicycle Corporation. По-прежнему занимаясь маунтинбайком, был включён в национальную команду для участия в чемпионате Азии по маунтинбайку, заняв 41-е место в 2017 году и 28-е место в 2018 году.
В 2019 году выиграл Тур Нилгири.
Киран Кумар Раджу считается одним из лучших велогонщиков в своей стране по маунтинбайку.

## Достижения

### Шоссе
2016
3-й на Тур Нилгири
2017
Nandi Epic Race
3-й на Тур Нилгири
2018
Nandi Epic Race
4-й этап на Тур Нилгири
2019
Тур Нилгири
1-й в генеральной классификации
1-й, 2-й, 3-й, 4-й и 5-й (ITT) этапы

### МТБ
2015
 Чемпион Индии — кросс-кантри
2016
 Чемпион Индии — кросс-кантри
2018
 Чемпион Индии — кросс-кантри